# Holotrichia shibatai
Holotrichia shibatai är en skalbaggsart som beskrevs av Shuhei Nomura 1977. Holotrichia shibatai ingår i släktet Holotrichia och familjen Melolonthidae. Inga underarter finns listade i Catalogue of Life.